# El asedio del distrito de Sur
El asedio del distrito de Sur fue un enfrentamiento violento desatado a partir del 2 de diciembre de 2015 y que, se extendería hasta el 10 de marzo de 2016, en el cual las fuerzas de seguridad turcas sitiaron al distrito de Sur, mismo que se ubica en la ciudad de Diyarbakır. Las autoridades utilizaron helicópteros y tanques militares para ingresar y destruir a los vecindarios del distrito, el cual fue defendido, principalmente, por jóvenes armados quienes estaban vinculados con el movimiento de resistencia del Partido de los Trabajadores de Kurdistán (PKK). El conflicto ha sido un episodio más dentro del enfrentamiento entre las autoridades estatales turcas y el PKK, en razón de la demanda de autonomía que este último grupo ha exteriorizado desde finales del siglo XX. Aunque los datos no son precisos, varias fuentes consideran que al final de la operación de asedio en Sur, el ejército turco habría destruido la mayor parte de los edificios erigidos y asesinado al menos a 157 personas.

## Contexto del conflicto
El enfrentamiento entre las autoridades estatales turcas y los grupos militares del PKK ha sido parte de un proceso histórico que se vincula con la lucha kurda en Turquía, misma que inició a partir de la década de 1970 con el surgimiento del PKK, liderado por Abdullah Öcalan, quien a partir de 1984 lanzó una insurgencia que buscó alcanzar la creación de un Estado independiente kurdo, ello como una respuesta ante la abierta intención del Estado turco por homogeneizar étnica y lingüísticamente a todo su territorio.
Como resultado de dicha movilización, se desarrolló una sangrienta batalla al interior de Turquía, misma que significó la muerte de alrededor de 40.000 personas. El ímpetu del movimiento armado continuó de forma importante hasta la captura de su líder en el año de 1999. Aunque las intenciones independentistas fueron contenidas por el Estado turco, el cual contaba con un ejército mucho más organizado y mejor armado, la organización armada del PKK continuó manteniendo poder e influencia.
En particular, la historia de Sur se remonta a un pasado milenario en el que la diversidad religiosa, étnica y lingüística han prevalecido. Muchas de sus construcciones tenían más de 500 años de haber sido erigidas. De hecho, los muros de piedra fortificados que rodean al distrito de Sur y que fueron construidos alrededor del año 350, así como los milenarios Jardines de Hevsel, fueron reconocidos como Patrimonio Mundial de la UNESCO en 2015. 
Muchos de quienes habitaban Sur, habían sido ya desplazados de otras zonas del sureste de Turquía durante el conflicto abierto entre las fuerzas militares del PKK y el Estado turco, por lo que el asedio iniciado en 2015 implicaba un nuevo desplazamiento de personas, quienes en su mayoría pertenecen a un nivel socioeconómico bajo.
Aunque el conflicto lleva varios años, en particular, a partir de julio de 2015 las tensiones entre las autoridades turcas y los militantes del PKK se tornaron más agudas, toda vez que las negociaciones de paz se resquebrajaron, principalmente por la reacción estatal enérgica luego de que, en Sur, individuos vinculados al PKK comenzaron a cavar zanjas y a levantar barricadas para atrincherarse y declarar a dicho distrito como una zona de autogobierno, en alusión a sus aspiraciones de autonomía. El Estado turco consideró tal hecho como un atentado contra el orden y la seguridad nacional, por lo que las autoridades impusieron un toque de queda ininterrumpido que cesaría hasta el 11 de diciembre de 2015. El resultado de la abierta intervención militar estatal no se limitó a heridos y muertos, sino que implicó la destrucción de miles de hogares, por lo que alrededor de 24.000 residentes de los 6 barrios de Sur fueron desplazados de su hogar.

## Destrucción para la apropiación de Sur
Una de las consecuencias más visibles derivadas de la intervención estatal en Sur fue el desplazamiento de miles de personas, quienes no sólo perdieron su hogar, sino el espacio social simbólico de una resistencia kurda que lleva décadas intentando conseguir la autonomía. La forma a través de la cual el aparato estatal ha buscado detener al movimiento kurdo ha sido mediante la destrucción de los lugares habitados por kurdos, mismos que después son reedificados pero cuyas características o funciones sociales se transforman o reorganizan.
Una vez que lograron sitiar y controlar Sur, las fuerzas de seguridad turcas iniciaron una reconfiguración espacial del distrito mediante un plan de regeneración urbana, que llevó a modificar los principales accesos al distrito, así como a la construcción de zonas de seguridad en los seis vecindarios donde se localizaba la juventud kurda armada. En un acto simbólico y desafiante, el Estado colocó grandes banderas turcas sobre la muralla, misma que representa el elemento arquitectónico y arqueológico más emblemático del sitio. La destrucción tuvo un doble sentido: permitió a la administración estatal tomar el control del distrito y expulsar a sus habitantes con la intención de evitar su retorno, aunque el conflicto disminuyera.